# Rozhanovce
Rozhanovce és un poble i municipi d'Eslovàquia. Es troba a la regió de Košice, a l'est del país.

## Història
La primera referència escrita de la vila data del 1270.

## Demografia
| Godina             | 1994 | 2004   | 2014   | 2024    |
| ------------------ | ---- | ------ | ------ | ------- |
| Nombre de persones | 2037 | 2160   | 2368   | 2632    |
| Diferència         |      | +6,03% | +9,62% | +11,14% |

| Godina             | 2023 | 2024   |
| ------------------ | ---- | ------ |
| Nombre de persones | 2637 | 2632   |
| Diferència         |      | −0,18% |